# Douglas Dolphin
Douglas Dolphin var et tomotorers amfibiefly. På trods af at kun 56 eksemplarer blev bygget, blev modellen anvendt til en række formål som flyvende yacht, passagerfly, militært transportfly og redningsfly.

## Design og udvikling
Dolphin fremkom i 1930 i designfasen som "Sinbad", et rent vandfly uden hjul. Sinbad var beregnet som en flyvende luksusyacht. Depressionen havde formindsket efterspørgslen efter sådanne ekstravagante produkter, men det lykkedes Douglas at skabe interesse for flyet hos United States Coast Guard, som ikke bare anskaffede Sinbad, men også 12 Dolphin.
Douglas var upåvirket af mangelen på efterspørgel og forbedrede Sinbad i 1931 så det blev et amfibiefly, der både kunne lande på vand og land. Det forbedrede fly blev navngivet "Dolphin", men dette var ikke afslutningen på udvikling af flyet eftersom mange forbedringer af detaljer blev gennemført, inklusive en forlængelse af flyet på over en fod, og andre ændringer blev foretaget på flyets bagende, motorkasser og vinger.

## Driftshistorie
De første to eksemplarer blev købt af Wilmington-Catalina Airlines med henblik på at flyve passagerer mellem Los Angeles og Santa Catalina Island, og flyet blev dermed det første af Douglas' succesrige passagerfly. Efterfølgende eksemplarer blev bestilt af United States Navy og US Coast Guard til brug som transport- og redningsfly. US Army Air Corps bestilte flere eksemplarer med betegnelserne C-21, C-26, og C-29. Mange fly blev til sidst bestilt til deres oprindelige formål som luksustransportmiddel. Ejere af flymodellen var bl.a. William Boeing, virksomheden Boeings grundlægger, og Philip K. Wrigley, søn af grundlæggeren af Wm. Wrigley Jr. Company. William K. Vanderbilt købte to eksemplarer med specialbygget interiør til brug sammen med Vanderbilts yacht.
Et Dolphin-fly blev anskaffet af US Navy som transportmiddel for præsident Franklin D. Roosevelt. Selv om flyet aldrig blev anvendt af Roosevelt, var det det første fly, som var anskaffet med det formål at transportere USA's præsident.

## Militær anvendelse
- Argentina

- Royal Australian Air Force

- US Army Air Corps
- US Army Air Force
- United States Coast Guard
- US Marine Corps
- United States Navy

## Specifikationer
|                      | Dolphin                                                    |
| -------------------- | ---------------------------------------------------------- |
| Mandskab i cockpit   | 2 (1 pilot og 1 andenpilot)                                |
| Antal siddepladser   | 6                                                          |
| Samlet længde        | 13,74 m                                                    |
| Vingespænd           | 18,29 m                                                    |
| Samlet højde         | 4,27 m                                                     |
| Vingeareal           | 55 m2                                                      |
| Tom vægt             | 3.175 kg                                                   |
| Maksimal startvægt   | 4.323 kg                                                   |
| Maksimal hastighed   | 217 km/h                                                   |
| Aktionsradius        | 1.159 km                                                   |
| Maksimal driftshøjde | 5.180 m                                                    |
| Stigningshastighed   | 216 m/minuttet                                             |
| Motorer (2x)         | Pratt & Whitney R-985 stjernemotorer, 450 hk (336 kW) hver |